# Neopyrgota hennigi
Neopyrgota hennigi är en tvåvingeart som beskrevs av Aczel 1956. Neopyrgota hennigi ingår i släktet Neopyrgota och familjen Pyrgotidae. Inga underarter finns listade i Catalogue of Life.